# Illustrierte Zeitschrift für Arbeitssicherheit und Gesundheit
Die Illustrierte Zeitschrift für Arbeitssicherheit und Gesundheit (Kurztitel: IZA) ist eine Schweizer Fachzeitschrift. Sie erscheint seit 1954. Ihre Themen sind  Arbeitssicherheit, Arbeitshygiene, Arbeitstechnik und Gesundheitsvorsorge im Betrieb.

## Geschichte
Im Januar 1954 erschien die erste Ausgabe unter dem Titel Illustrierte Betriebszeitschrift: Vierteljahresschr. für Arbeitshygiene, Unfallverhütung, Arbeitstechnik u. Schadenbekämpfung im Ott-Verlag in Thun. Sie wurde in Zusammenarbeit mit  W. Sulzer konzipiert. Zu Beginn erschien die Zeitschrift vierteljährlich.
Zielgruppe waren die für Arbeitsschutz Verantwortlichen in Betrieben und Organisationen. Die Zeitschrift wurde 2005 an die Binkert Publishing GmbH, Dornach, Schweiz, verkauft. Seither ist sie auch auf dem Internet präsent.